# Proix
Proix är en kommun i departementet Aisne i regionen Hauts-de-France i norra Frankrike. Kommunen ligger  i kantonen Guise som ligger i arrondissementet Vervins. År 2022 hade Proix 144 invånare.

## Befolkningsutveckling
Antalet invånare i kommunen Proix
Referens: INSEE